# Conure perlée
Pyrrhura lepida
Espèce
Statut de conservation UICN

 VU A3c : Vulnérable
Statut CITES
La Conure perlée (Pyrrhura lepida) est une espèce d'oiseaux de la famille des Psittacidae endémique du Brésil.